# Straight Ahead (álbum de Greg Sage)
| Críticas profissionais | Críticas profissionais |
| Avaliações da crítica  | Avaliações da crítica  |
| Fonte                  | Avaliação              |
| ---------------------- | ---------------------- |
| All Music              | [ 1 ]                  |

Straight Ahead é o álbum solo de estréia do vocalista dos Wipers, Greg Sage. Foi lançado em 1985. Metade do álbum consiste em apenas Greg acompanhado por seu violão.
J Mascis fez cover de "On the Run" em seu álbum solo de 1996, Martin + Me. Ryan Adams também fez um cover da faixa-título no show do Xponential em 26 de julho de 2014.

## Lista de faixas
Todas as faixas foram escritas por Greg Sage.
| N.º            | Título               | Duração |  |
| 1.             | "Straight Ahead"     | 4:12    |  |
| 2.             | "Soul's Tongue"      | 2:45    |  |
| 3.             | "Blue Cowboy"        | 3:10    |  |
| 4.             | "Your Empathy"       | 2:58    |  |
| 5.             | "The Illusion Fades" | 2:37    |  |
| 6.             | "Seems So Clear"     | 1:35    |  |
| 7.             | "On The Run"         | 2:12    |  |
| 8.             | "Astro Cloud"        | 4:08    |  |
| 9.             | "Lost In Space"      | 3:25    |  |
| 10.            | "Let It Go"          | 3:08    |  |
| 11.            | "World Without Fear" | 5:05    |  |
| 12.            | "Keep On Keepin' On" | 4:22    |  |
| Duração total: | Duração total:       | 39:33   |  |